# Phyllomimus sublituratus
Phyllomimus sublituratus är en insektsart som först beskrevs av Walker, F. 1869.  Phyllomimus sublituratus ingår i släktet Phyllomimus och familjen vårtbitare. Inga underarter finns listade i Catalogue of Life.